# Smocean, Loveci
Smocean (în bulgară Смочан) este un sat în comuna Loveci, regiunea Loveci,  Bulgaria. 

## Demografie
Componența etnică a satului Smocean
     Turci (16,48%)
     Nicio identificare (6,59%)
     Bulgari (76,92%)
     Romi (0%)
La recensământul din 2011, populația satului Smocean era de 273 locuitori. Din punct de vedere etnic, majoritatea locuitorilor (76,92%) erau bulgari, cu o minoritate de turci (16,48%). Pentru 6,59% din locuitori nu este cunoscută apartenența etnică.